# Parupeneus insularis
 Parupeneus insularis és una espècie de peix de la família dels múl·lids i de l'ordre dels perciformes.

## Morfologia
Els mascles poden assolir els 30 cm de longitud total.

## Distribució geogràfica
Es troba a l'est del Pacífic central: des de les Illes Hawaii i la Polinèsia Francesa fins a les Illes Marshall, les Mariannes i Samoa.